# Puhatu järv
Puhatu järv är en sjö i nordöstra Estland. Den ligger i landskapet Ida-Virumaa, 170 km öster om huvudstaden Tallinn. Puhatu järv ligger 37 meter över havet. Arean är 0,2 kvadratkilometer. 

### Fotnoter
1. ↑  Puhatu järv hos Geonames.org (cc-by); post uppdaterad 2012-01-17; databasdump nerladdad 2015-09-05